# Alan R. Moon
Alan R. Moon (18 de noviembre de 1951) es un autor de juegos de mesa nacido en Southampton, Inglaterra. Se le considera uno de los diseñadores más destacados de juegos de estilo alemán. Muchos de sus juegos pueden considerarse variantes del problema del viajante.

## Carrera
Moon ha trabajado como diseñador de juegos para Avalon Hill, Parker Brothers y Ravensburger. Su primer juego publicado fue Black Spy (Avalon Hill, 1981), inspirado en el clásico juego de cartas Corazones. Su primer juego en alcanzar cierto éxito fue Airlines, publicado por la compañía alemana Abacus en 1990. En 1990 fundó su propia editorial, White Wind, y la dirigió hasta 1997. Con posterioridad ha publicado juegos a través de otras compañías, como Ravensburger y Days of Wonder.	

Desde el año 2000, Moon ha trabajado a tiempo completo como diseñador de juegos independiente, con docenas de juegos en su haber. Ha ganado dos veces el premio Spiel des Jahres, en 1998 por Elfenland  y en 2004 por Aventureros al tren. Aventureros al tren, su título más destacado, ha ganado cerca de dos docenas de otros premios en todo el mundo y en 2025 accedió al salón de la fama de BoardGameGeek como uno de sus veinticinco primeros juegos seleccionados.  Hasta agosto de 2008, el juego había vendido, según su editor, más de 750.000 copias.

## Juegos destacados
En mayo de 2005 Alan R. Moon contaba con cerca de 150 títulos en su haber, entre los que destacan:
- 1992 Santa Fe
- 1998 Elfenland
- 1999 Union Pacific
- 2001 San Marco
- 2003 10 Days in the USA
- 2004 Aventureros al Tren
- 2005 Incan Gold (con Bruno Faidutti)